# Kathrin Barboza Márquez
Kathrin Barboza Márquez (Cochabamba, 1983) es una bióloga boliviana, investigadora experta en murciélagos. En 2006, ella y una compañera de investigación, descubrieron una especie que se pensaba extinta y en 2010 fue acreedora de la "Beca para Jóvenes Exploradores" de la National Geographic. Se convirtió en la primera científica boliviana en ganar una membresía L'Oréal de UNESCO para Mujeres en Ciencia en 2012 y en 2013 fue nombrada por la BBC como parte de las diez mujeres de ciencia más importantes en Latinoamérica.

## Biografía
Kathrin Barboza Márquez nació en 1983 y creció en Cochabamba, Bolivia. Ella es la única hija de Mario Pablo Barboza Céspedes y María Alcira Márquez Zurita. Asistió a la Universidad Mayor de San Simón (UMSS) estudiando en el Centro de Biodiversidad y Genética. Continuó su educación de posgrado para obtener la Maestría en Biología y Conservación de Áreas Tropicales de la Universidad Internacional Menéndez Pelayo. El programa de grado fue ofrecido por el Alto Consejo de Investigación Científica de España, pero las clases fueron completadas en Quito bajo un acuerdo de estudio cooperativo con la Universidad Central de Ecuador.

## Estudios especializados en murciélagos

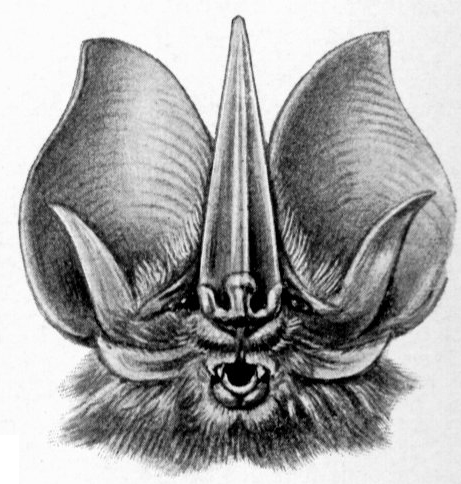
Murciélago Lonchorhina aurita, considerado extinto hasta las investigaciones realizadas por Barboza.

En 2006, Barboza y una colega, Aideé Vargas, redescubrieron una especie pensada extinta en Bolivia hace 72 años. La especie, conocida como el murciélago boliviano nariz de espada (Lonchorhina aurita) está ahora protegida en un área del Departamento de Santa Cruz conocido como el Santuario Ecológico de la Ciudad de San Juan de Corralito localizado en la provincia Ángel Sandoval. Siendo la primera área específicamente designada para proteger una especie de murciélago en Latinoamérica.
Barboza ganó una beca en 2007 para conducir una investigación en Barro Isla de Colorado en Panamá financiada por el  Instituto Smithsonian de Investigaciones Tropicales. Su proyecto estaba enfocado en el bosque y los efectos de las fronteras insulares en el hábitat de la población de murciélagos de la isla. Al concluir su trabajo en Panamá, Barboza ganó la Beca de Exploradores Jóvenes de la National Geographic en 2009. Utilizó los fondos de la beca para dirigir una investigación sobre la acústica de los murciélagos en la llanura beniana al norte de Bolivia. Creó una de las primeras bibliotecas de ecolocalización de frecuencias para murciélagos insectívoros en Bolivia. Además, ella y otros científicos condujeron un estudio de parasitismo en la población de murciélago de las llanuras. Ningún estudio había sido enfocado antes para comprender el parasitismo de colonias de murciélagos. Los científicos usaron redes de neblina para capturar y liberar sus sujetos de estudio durante un periodo de cinco meses en el Refugio de Fauna y flora de Espíritu. Como resultado, han catalogado más de 20 morfotipos de ácaros y garrapatas y los estudios prosiguen para identificar las muestras restantes.
Desde 2010, Barboza ha viajado a muchos países y enseñado sobre la bioacústica de murciélagos y sus beneficios a la sociedad. Principalmente, los dos tipos de murciélagos existentes son los que es que comen insectos y los que polinizan plantas. Los que comen los insectos proporcionan importantes-servicios de control de plaga y zoomophilous las plantas incluyen el ágave del que está hecho el tequila, así como mangos, plátanos y guayabas. En 2012, se le otorgó una de las membresías L'Oréal- de UNESCO para Mujeres en Ciencia convirtiéndose en primera boliviana en ganar el premio. Utilizó su premio para profundizar su estudio del espectro de ultrasonido de murciélagos, el cual no está dentro de la gama de oído humana. La manera de la llamada, frecuencia, duración y los intervalos de pulsaciones están grabados para determinar si los murciélagos están comunicando o está buscando comida, pero está también relacionada para determinar qué especie vive en áreas seguras. Como parte de su investigación de doctorado, Barboza estudió la especie de murciélago en Madrid, conjuntamente con el Museo Nacional de Ciencias Naturales, donde 27 de las especies nativas de murciélago están en peligro. Después de su búsqueda en Madrid era completa, Barboza regresó a Cochabamba para acabar el trabajo en su PhD y participar en proyectos con la Conservación de Murciélagos en proyecto de Bolivia y la Red latinoamericana para la Conservación de Murciélagos. En 2013, esté nombrada cuando uno de las diez mujeres principales científicos de Latinoamérica por la BBC.